# Miletus jacchus
Miletus jacchus är en fjärilsart som beskrevs av Hans Fruhstorfer 1913. Miletus jacchus ingår i släktet Miletus och familjen juvelvingar. Inga underarter finns listade i Catalogue of Life.